# Bruno Julie
Louis Richard Bruno Julie (11 de julho de 1978) é um boxeador peso galo da Maurícia. Ele é o único medalhista olímpico do país.